# LZ 37

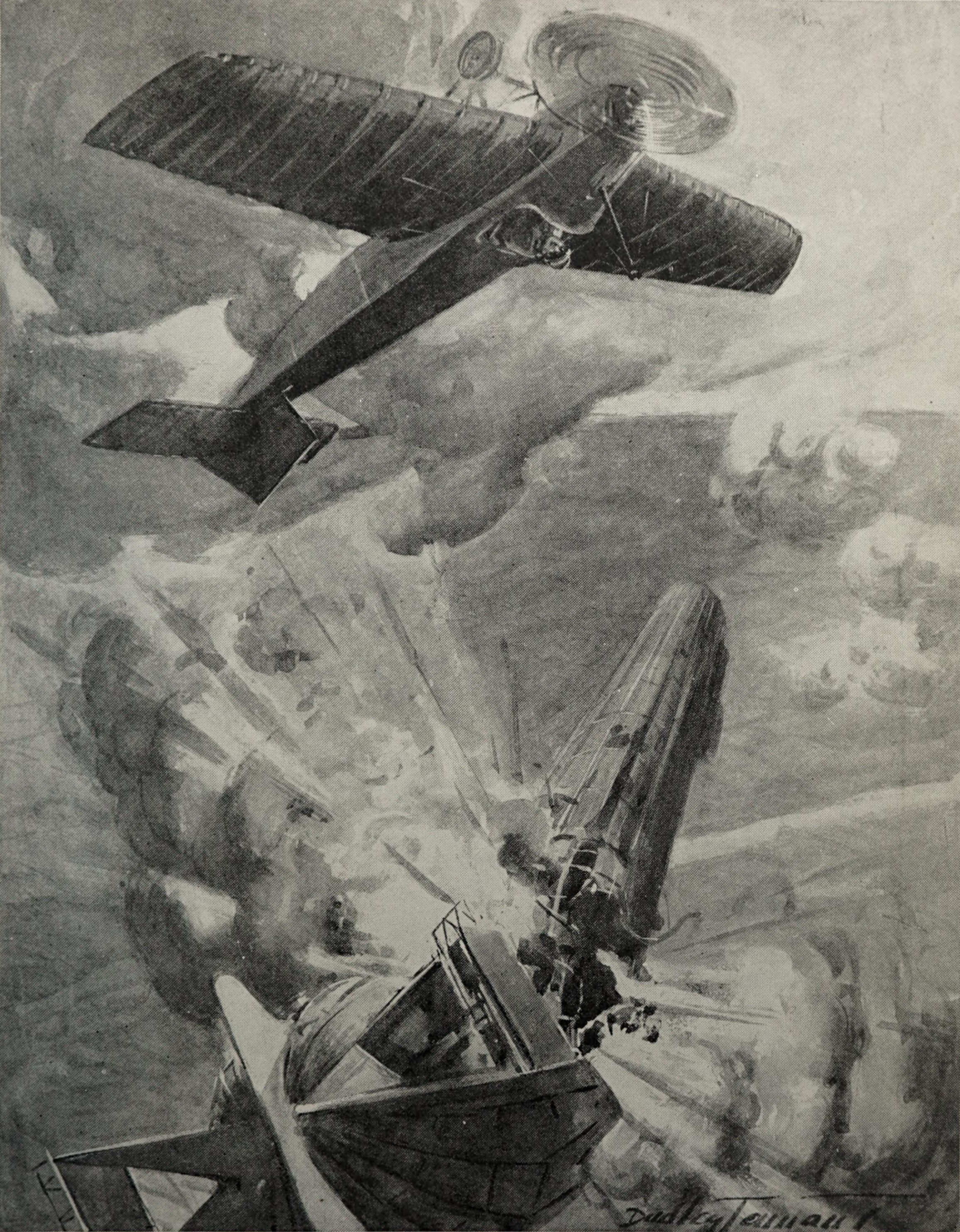
Цеппелин LZ 37 был сбит суб-лейтенантом Реджинальдом Варнефором 7 июня 1915 года. Рисунок художника.

LZ 37 — немецкий цеппелин времён Первой мировой войны, построенный для Императорского военно-морского флота. Первый немецкий военный дирижабль, сбитый с самолёта.

## История полётов
В 1915 году Германия начала использовать цеппелины для бомбардировок Великобритании и Франции.
Тогда LZ 37 совершал бомбардировку Кале вместе с LZ 38 и LZ 39, на был запеленогван Реджинальдом Варнефордом, после чего Варнефорд совершил атаку на LZ 37. На дирижабль были сброшены шесть 9,1-килограммовых бомб, цеппелин был уничтожен. Обломки корабля приземлились на монастырь Сейнт—Адамсберг(50°58′54″ с. ш. 3°47′17″ в. д.)), недалеко от Гента, Бельгия. В результате падения погибли 9 членов экипажа дирижабля (в том числе — командир корабля) и две монахини. Один член экипажа цеппелина выжил. Его удалось достать из гондолы корабля.
LZ 37 стал первым воздушным кораблём, поражённым в воздухе. За это достижение Варнефорд был награждён Крестом Виктории.

## Технические характеристики
• Экипаж: 28 пилотов
• Объём: 33 780 м³
• Длина: 163,37 м
• Диаметр: 18,7 м
• Полезная нагрузка: 8520 кг
• Силовая установка: 4 × Maybach MC-X, 155 кВт каждый
• Максимальная скорость: 96 км/ч